# الخفة التي لا تطاق لكونك كسارة روبيان
الخفة التي لا تطاق لكونك كسارة روبيان عبارة عن مجموعة من عمود وجبات ويل سيلف الحقيقية لرجل الدولة الجديد. تغطي أشياء مثل London Cheesecake و Pizza Express والوجبات الجاهزة والمأكولات السريعة.  العنوان هو مسرحية على ميلان كونديرا خفة الوجود التي لا تحتمل.

## المحتوى
تغطي مجموعة الأعمدة مجموعة متنوعة من تجارب الطهي غير التقليدية لتوفير نقطة مقابلة للنمط الأكثر مثالية لمراجعة الطعام.  كان الهدف المعلن للعمود كما يلي:
تهتم معظم كتابة الطعام وانتقاد المطاعم بالمثل الأعلى ، مع كيفية طهي هذا الطعام ، أو تناول الطعام هناك ، يمكنك بطريقة أو بأخرى إدخال شخصية اجتماعية وجمالية وحتى روحية جديدة - أو محسّنة على أي حال. لقد هدفت إلى قلب هذا الاقتراح رأسًا على عقب ، وبدلاً من التعليق على المكان الذي يرغب الناس في تناوله وما الذي يفضلون تناوله بشكل مثالي ، سأفكر في مكان وماذا فعلوا بالفعل: الوجبات الجاهزة ، والوجبات الخفيفة في البوفيه - والأهم من ذلك - الوجبات السريعة التي ملايين من البريطانيون يقضمون بصوت عالي في جولة من حياتهم المتسرعة وعسر الهضم في كثير من الأحيان.